# Mohamed Omar
Mohamed Omar El-Zeer (ar. محمد عمر; ur. 3 września 1958 w Sidi Gaber) – egipski piłkarz grający na pozycji środkowego obrońcy. W swojej karierze rozegrał 58 meczów w reprezentacji Egiptu.

## Kariera klubowa
Swoją karierę piłkarską Omar rozpoczął w klubie Al-Ittihad Aleksandria. W 1979 roku zadebiutował w nim w pierwszej lidze egipskiej. Grał w nim do 1989 roku. W 1989 roku przeszedł do katarskiego Al Ahli Ad-Dauha. Po roku gry w nim wrócił do Al-Ittihad, w którym w 1992 roku zakończył karierę.

## Kariera reprezentacyjna
W reprezentacji Egiptu Omar zadebiutował 15 marca 1980 w przegranym 0:1 grupowym meczu Pucharu Narodów Afryki 1980 z Nigerią, rozegranym w Lagos. Na tym turnieju zagrał również w przegranym 0:2 grupowym meczu z Marokiem.
W 1984 roku Omara powołano go do kadry na Igrzyska Olimpijskie w Los Angeles. W 1986 roku został powołany do kadry na Puchar Narodów Afryki 1986, który Egipt wygrał. Wystąpił w nim w pięciu meczach: grupowych z Senegalem (0:1), z Wybrzeżem Kości Słoniowej (2:0) i z Mozambikiem (2:0), w półfinałowym z Marokiem (1:0) i finałowym z Kamerunem (0:0, k. 5:4).
Z kolei w 1988 roku Omar był w kadrze Egiptu na Puchar Narodów Afryki 1988. Na tym turnieju zagrał w trzech meczach grupowych: z Kamerunem (0:1), z Kenią (3:0) i z Nigerią (0:0). W kadrze narodowej od 1980 do 1989 roku zagrał 58 razy.